# Conjetura de Carathéodory
La conjetura de Carathéodory es una cuestión de geometría diferencial relativa a puntos umbilicales, atribuida al matemático alemán de origen griego Constantin Carathéodory (1873-1950) por su colega Hans Ludwig Hamburger (1889-1956) durante una sesión de la Sociedad Matemática de Berlín en 1924. Carathéodory publicó un artículo sobre un tema relacionado con la conjetura, pero nunca la desarrolló por escrito. John Edensor Littlewood menciona la conjetura y la contribución de Hamburger como un ejemplo de una afirmación matemática que es fácil de enunciar pero difícil de probar. Dirk Struik describió la analogía formal de la conjetura con el teorema de los cuatro vértices para una curva plana. Las referencias modernas a la conjetura son la lista de problemas de Shing-Tung Yau, y los libros de Marcel Berger. entre otros libros.
La conjetura ha tenido una historia problemática, con pruebas publicadas en el caso analítico que contenían lagunas, y afirmaciones de prueba en el caso diferenciable general que no han sido aceptadas para su publicación.

## Declaración de la conjetura
La conjetura afirma que cualquier superficie convexa, cerrada y suficientemente lisa en un espacio euclídeo tridimensional debe admitir al menos dos puntos umbilicales. En el sentido de la conjetura, el esferoide con solo dos puntos umbilicales y la esfera, en la que todos sus puntos son umbilicales, son ejemplos de superficies con números mínimo y máximo de puntos umbilicales. Para que la conjetura esté bien planteada o los puntos umbilicales estén bien definidos, la superficie debe ser al menos dos veces diferenciable.

## El caso de las superficies analíticas reales
El discurso de Stefan Cohn-Vossen como invitado al Congreso Internacional de Matemáticos de 1928 en Bolonia, versó sobre el tema, y en la edición de 1929 del tercer volumen de Wilhelm Blaschke sobre Geometría Diferencial se afirma que:

Mientras este libro se imprime, el Sr. Cohn-Vossen ha logrado demostrar que las superficies analíticas reales cerradas no tienen puntos umbilicales de índice > 2 (conferencia como invitado en el ICM en Bolonia, 1928). Esto demuestra la conjetura de Carathéodory para tales superficies, es decir, que deben tener al menos dos puntos umbilicales.

Aquí el índice de Blaschke es el doble de la definición habitual de un índice de un punto umbilical, y la conjetura global se apoya en el teorema de Poincaré-Hopf. Cohn-Vossen no presentó ningún artículo a las actas del Congreso Internacional, mientras que en ediciones posteriores del libro de Blaschke se eliminaron los comentarios anteriores. Por lo tanto, es razonable suponer que este trabajo no fue concluyente.
Para las superficies analíticas, Hans Hamburger dio una respuesta afirmativa a esta conjetura en 1940 en un extenso artículo publicado en tres partes. El enfoque de Hamburger también se realizó a través de una estimación de índice local para puntos umbilicales aislados, que había demostrado que implicaba la conjetura en su trabajo anterior. En 1943, Gerrit Bol propuso una prueba más corta, ver también, pero, en 1959, Tilla Klotz encontró y corrigió una brecha en la prueba de Bol, Su prueba, a su vez, se anunció como incompleta en la disertación de Hanspeter Scherbel y durante décadas no se publicaron resultados de esta disertación relacionada con la conjetura de Carathéodory (al menos no se publicó nada hasta junio de 2009).
Todas las pruebas mencionadas anteriormente se basan en la reducción que hace Hamburger de la conjetura de Carathéodory a la siguiente conjetura: el índice de cada punto umbilical aislado nunca es mayor que uno. A grandes rasgos, la principal dificultad radica en la resolución de las singularidades generadas por puntos umbilicales. Todos los autores antes mencionados resuelven las singularidades por inducción sobre el "grado de degeneración" del punto umbilical, pero ninguno de ellos fue capaz de presentar el proceso de inducción con claridad.
En 2002, Vladimir Ivanov revisó el trabajo de Hamburger sobre superficies analíticas con la siguiente intención declarada:
En primer lugar, considerando las superficies analíticas, afirmamos con toda responsabilidad que Carathéodory tenía razón. En segundo lugar, sabemos cómo esto puede demostrarse rigurosamente. En tercer lugar, pretendemos exponer aquí una prueba que, en nuestra opinión, convencerá a todo lector que esté realmente interesado y listo para emprender un largo y agotador viaje con nosotros.
Primero sigue el camino seguido por Gerrit Bol y Tilla Klotz, pero luego propone su propio camino para la resolución de singularidades donde el papel crucial pertenece al análisis complejo (más precisamente, a técnicas que involucran funciones implícitas analíticas, el teorema de preparación de Weierstrass, la serie de Puiseux y los sistemas de raíces circulares).

## El caso general diferenciable
En 2008, Guilfoyle y Klingenberg anunciaron una prueba de la conjetura global para superficies de suavidad {\displaystyle C^{3,\alpha }}, que no se ha publicado hasta 2023. Su método utiliza la geometría de Kähler neutral de la cuádrica de Klein para definir un problema de valor límite de Riemann-Hilbert asociado, y luego aplica el flujo de curvatura promedio y el teorema de Sard-Smale sobre valores regulares de los operadores de Fredholm para demostrar una contradicción para una superficie con un solo punto umbilical.
En particular, el problema del valor límite busca encontrar una curva holomórfica con un límite que se encuentre en la superficie lagrangiana de la cuádrica de Klein, determinado por las líneas normales a la superficie en el espacio tridimensional euclídeo. Anteriormente se demostró que el número de puntos umbilicales aislados contenidos en la superficie en {\displaystyle R^{3}} determina la clase de Keller-Maslov de la curva límite y por tanto, cuando el problema es regular de Fredholm, determina la dimensión del espacio de los discos holomorfos. Todas las cantidades geométricas mencionadas se definen con respecto a la estructura canónica neutra de Kähler, para cuyas superficies puede ser tanto holomorfo como lagrangiano.
Al abordar la conjetura global, la pregunta es "¿Qué tendría de especial una superficie convexa cerrada y lisa en {\displaystyle R^{3}} con un solo punto umbilical?". Guilfoyle y Klingenberg responden a esto: el valor límite de Riemann-Hilbert asociado. El problema sería Fredholm regular. Se ha demostrado que la existencia de un grupo de isometría de tamaño suficiente para fijar un punto es suficiente para garantizar esto, identificando así el tamaño del grupo de isometría euclídea de {\displaystyle R^{3}} como la razón subyacente por la que la conjetura de Carathéodory es cierta. Esto se ve reforzado por un resultado más reciente en el que se construyen métricas ambientales suaves (sin simetrías) que son diferentes pero arbitrariamente cercanas a la métrica euclídea en {\displaystyle R^{3}}, que admiten superficies convexas suaves que violan tanto las conjeturas locales como las globales.
Según la regularidad de Fredholm, para una superficie convexa genérica cercana a un supuesto contraejemplo de la conjetura global de Carathéodory, el problema de Riemann-Hilbert asociado no tendría soluciones. El segundo paso de la prueba es mostrar que tales soluciones siempre existen, concluyendo así la inexistencia de un contraejemplo. Esto se hace utilizando un flujo de curvatura media de codimensión 2 con límite. Si bien el segundo paso completo de la prueba no se ha publicado en enero de 2022, las estimaciones interiores requeridas para el flujo de curvatura media codimensional superior en una geometría indefinida han aparecido impresas. La parte final es el establecimiento de suficiente control de límites bajo flujo de curvatura media para asegurar una convergencia débil.
En 2012 se anunció la prueba de una versión más débil de la conjetura del índice local para superficies lisas, es decir, que un punto umbilical aislado debe tener un índice menor o igual a 3/2. La prueba sigue la de la conjetura global, pero también utiliza métodos más topológicos, en particular, reemplazando puntos umbilicales hiperbólicos por límites cruzados totalmente reales en el límite del problema de Riemann-Hilbert asociado. Deja abierta la posibilidad de una superficie convexa lisa (analítica no real de Hamburger) con un punto umbilical aislado de índice 3/2. En 2020 se anunció la prueba mediante métodos similares de una conjetura de Toponogov sobre puntos umbilicales en planos completos. Hasta 2023, ninguno de estos resultados se ha publicado.
En 2012, Mohammad Ghomi y Ralph Howard demostraron, utilizando una transformación de Möbius, que la conjetura global para superficies de suavidad {\displaystyle C^{2}} se puede reformular en términos del número de puntos umbilicales en gráficos sujetos a ciertas características asintóticas del gradiente.